# Mohamed Ofkir
|
Mohamed Ofkir, né le 4 août 1996, est un footballeur maroco-norvégien. Il évolue actuellement au Sandefjord Fotball au poste d'ailier à Suwon FC en prêt de Vålerenga.

## Carrière
Avec le club du Lillestrøm SK, il joue 35 matchs en première division norvégienne, marquant trois buts.
Le 30 janvier 2017, il s'engage avec le club belge de Lokeren. Il signe pour deux ans et demi, avec une option pour une année supplémentaire.

## Palmarès
Néant